# Premio Café Gijón
De Premio Café Gijón is een van de oudste Spaanse literatuurprijzen, die jaarlijks wordt verleend aan de auteur van een Spaanstalige roman. Sinds 1989 is de organisatie in handen van de stad Gijón. Aan de prijs is een geldbedrag van 20.000 euro verbonden.

## Beschrijving
De Premio Café Gijón werd genoemd naar het Café Gijón, een beroemd Madrileens kunstenaarscafé in de Paseo de Recoletos, dat in 1888 werd geopend door de uit Gijón afkomstige Gumersindo García. De prijs werd in 1949 bedacht door een groep Spaanse schrijvers, waaronder Camilo José Cela, Gerardo Diego, Fernando Fernán Gómez en Enrique Jardiel Poncela. De Premio Café Gijón, uitgereikt door het café zelf en bedoeld als alternatief voor de Premio Nadal, moest de aandacht vestigen op korte romans van de auteurs die deze gelegenheid regelmatig bezochten. Tot 1975 werd de Premio Café Gijón financieel mogelijk gemaakt door het café, maar dat kon niet garanderen dat het bekroonde werk ook daadwerkelijk werd uitgegeven. Het prestige van de prijs had in die tijd dan ook meer te maken met de verscheidenheid aan en kwaliteiten van de gelauwerde schrijvers dan met het eraan verbonden geldbedrag.
Aan het einde van de jaren zeventig van de twintigste eeuw kwam de toekenning van de Premio Café Gijón onder grote druk te staan als gevolg van de economische crisis van die tijd. Na gedurende een zestal jaren niet te zijn uitgereikt, kon de traditie van de verlening van de prijs in 1983 en 1984 opnieuw worden voortgezet dankzij sponsoring van het radiostation Radio Cadena Española en de uitgeverij Polar Ediciones. In 1985, 1986 en 1987 werd de prijs opnieuw niet toegekend, maar financiële medewerking van de uitgeversgroep Plaza & Janes maakte dat in 1988 toch weer mogelijk. De verlening van de prijs werd definitief veiliggesteld in 1989, toen het gemeentebestuur van de stad Gijón zich erover ontfermde. Dit bepaalde dat de prijs voortaan voor een roman zou worden toegekend (en dus niet langer voor een kórte roman). Het aan de Premio Café Gijón verbonden geldbedrag werd bovendien substantieel verhoogd. In 2007 bedroeg het 18.000 euro.

## Winnaars
| Jaar          | Winnaar                        | Land       | Boek                                     |
| ------------- | ------------------------------ | ---------- | ---------------------------------------- |
| 1950          | Eusebio García Luengo          | Spanje     | La primera actriz                        |
| 1951          | César González Ruano           | Spanje     | Ni César ni nada                         |
| 1952          | Ana María Matute               | Spanje     | Fiesta al Noroeste                       |
| 1953          | Fernando Guillermo de Castro   | Spanje     | Las horas del día                        |
| 1954          | Carmen Martín Gaite            | Spanje     | El Balneario                             |
| 1955          | Carmen Fernández Coveñas       | --         | Su Canción                               |
| 1956          | Julio Calderón Urdillo         | --         | El último estudiante                     |
| 1957          | Begoña García-Diego            | Spanje     | Bodas de plata                           |
| 1958          | Lourdes Cáliz Sáinz            | --         | La Mochila                               |
| 1959          | José Carol                     | Spanje     | La riada                                 |
| 1960          | Jorge Ferrer Vidal             | Spanje     | Sábado, esperanza                        |
| 1961          | Eduardo Garrigues              | Spanje     | El canto del urogallo                    |
| 1962          | José Medina Gómez              | Spanje     | Cámara oscura                            |
| 1963          | Gonzalo Torrente Malvido       | Spanje     | La raya                                  |
| 1964          | Manuel Dolz                    | Spanje     | Pequeños monstruos                       |
| 1965          | Joaquín Merino                 | Spanje     | La isla                                  |
| 1966          | Enrique Ojembarrena            | Spanje     | Ismael                                   |
| 1967          | Rafael Azuar                   | Spanje     | Modorra                                  |
| 1968          | Juan María Mansera Conde       | Spanje     | En una camino cualquiera a la derecha    |
| 1969          | Raúl Torres                    | Spanje     | Equipaje de sol y de vino                |
| 1970          | Sol Nogueras                   | Spanje     | Tarjetas amarillas                       |
| 1971          | Pedro Crespo                   | Spanje     | Primavera de un niño solo                |
| 1972          | Ramiro Gómez Kemp              | Cuba       | Los desposeídos                          |
| 1973          | Eduardo Mendicutti             | Spanje     | Cenizas                                  |
| 1974          | Luis Mateo Díez                | Spanje     | Apócrifo del clavel y la espina          |
| 1975          | Alfonso Paso/Luis Blanco Vila  | Spanje     | Ministro                                 |
| 1976 t/m 1982 | --                             | --         | --                                       |
| 1983          | Miguel Ángel Murado            | Spanje     | Metamorfosis benezianas                  |
| 1984          | Emilio Sola                    | Spanje     | Los hijos del agobio                     |
| 1985 t/m 1987 | --                             | --         | --                                       |
| 1988          | Luis del Val                   | Spanje     | Buenos días, señor Ministro              |
| 1989          | Fernando Quiñones              | Spanje     | Encierro y fuga de San Juan de Aquitania |
| 1990-1991     | Javier Maqua                   | Spanje     | Invierno sin pretexto                    |
| 1992          | Dolores Soler-Espiauba         | Spanje     | El oro y el moro                         |
| 1993          | José Vicente Pascual           | Spanje     | El capitán de plomo                      |
| 1994          | niet toegekend                 | --         | --                                       |
| 1995          | Leonardo Padura                | Cuba       | Máscaras                                 |
| 1996          | Alfredo Taján                  | Argentinië | El pasajero                              |
| 1997          | Matías Montes Huidobro         | Cuba       | Esa fuente de dolor                      |
| 1998          | José Carlos Somoza             | Spanje     | La ventana pintada                       |
| 1999          | José Luis Muñoz                | Spanje     | Lifting                                  |
| 2000          | Victor Maña                    | Spanje     | De la lluvia sobre el fuego              |
| 2001          | Yolanda González               | Spanje     | Las llamas tiemblan                      |
| 2002          | Victor Chamorro                | Spanje     | La hora del barquero                     |
| 2003          | Fulgencio Argüelles            | Spanje     | El palacio azul de los ingenieros belgas |
| 2004          | Lázaro Covadlo                 | Argentinië | Criaturas de la noche                    |
| 2005          | Antoni García Porta            | Spanje     | Cazadores de no mundos                   |
| 2006          | Fernando Luis Chivite          | Spanje     | Oh, mira las lápidas                     |
| 2007          | Carmen Jiménez                 | Spanje     | Madre mía, que estás en los infiernos    |
| 2008          | Carmen Boullosa                | Mexico     | El complot de los románticos             |
| 2009          | Rafael Balanzá                 | Spanje     | Los asesinos lentos                      |
| 2010          | Antonio Montes                 | Spanje     | El grito                                 |
| 2011          | José Luis Rodríguez del Corral | Spanje     | Blues de Trafalgar                       |
| 2012          | Diego Doncel                   | Spanje     | Amantes en el tiempo de la infamia       |
| 2013          | José Antonio Garriga Vela      | Spanje     | El cuarto de las estrellas               |
| 2014          | Martín Casariego Córdoba       | Spanje     | El juego sigue sin mí                    |
| 2015          | Miguel Ángel González          | Spanje     | Todos los miedos                         |
| 2016          | Isabel Bono                    | Spanje     | Una casa en Bleturge                     |
| 2017          | Pedro A. González Moreno       | Spanje     | La mujer de la escalera                  |